# Botrychioideae
Botrychioideae, potporodica jednolistovki, dio reda jednolistolike (Ophioglossales) u razredu Psilotopsida. 
Sastoji se od pet rodova

## Rodovi
1. Botrychium Sw., mjesečinac, botrihijum
2. Botrypus Michx.
3. Japanobotrychum Masam.
4. Sahashia Li Bing Zhang & Liang Zhang
5. Sceptridium Lyon